# Enargia pinkeri
Enargia pinkeri là một loài bướm đêm trong họ Noctuidae.